# تل دير ستون
تل دير ستون هو موقع أثري يقع على بعد 45 كم شمال غرب نينوى. أدى بناء سد جديد شمال غرب الموصل، إلى قيام فريق المتحف البريطاني عام 1985 باكتشاف اثنين من الآثار الهلنستية تسمى تل دير ستون وغري دركي أنتج الحفر في تل دير ستون كميات عديدة من الفخار، وقطع آشورية برونزية، وعملات من العصر السلوقي.

## دعوة
أدى بناء سد جديد على نهر دجلة، على بعد حوالي 40 كم شمال غرب الموصل بالعراق، إلى تهديد مئات المواقع الأثرية الممتدة حتى الحدود مع سورياوتركيا تقريبًا، مما أتاح للمتحف البريطاني فرصة المشاركة في علم آثار بلاد ما بين النهرين. طلبت الحكومة العراقية من عدد من الوفود الدولية المشاركة للتأكد من فحص أكبر عدد ممكن من هذه المواقع قبل غمرها تحت البحيرة التي ستتشكل خلف السد. وكانت البعثة الأثرية البريطانية إلى العراق دوراً رئيسياً في جهود الإنقاذ هذه.

## الموقع
يقع تل دير ستون بالقرب من مستوطنة دير ستون، شرق طريق الموصل-زاخو القديم وشمال الطريق المؤدي إلى ألقوش، وهو تل منخفض محاط من ثلاث جهات بوادي صغير.

## نتائج البحث

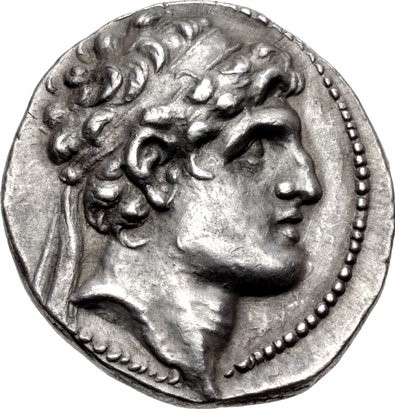
عملة ألكسندر الأول بالاس مسكوكة في أنطاكية

كانت مساحة تل دير ستون حوالي 72 * 100 مترًا. قامت البعثة بحفر 17 خندقًا مربعًا بمساحة 4 أمتار، التي ساعدت للكشف عن قواعد حجرية كبيرة لمبنى كبير على الجانب الغربي من التل. وبلغت أبعاد المبنى 17.70 * 5.55 متراً، وكان به بعض الدعامات على واجهاته الخارجية بالإضافة إلى جدران بارزة على جانبين منه. وعثر على مراحل بناء مختلفة، اختفت معظمها في وقت سابق. وعلى الرغم من أن الغرض من المبنى غير واضح، إلا أنه ربما كان بمثابة "مركز للشرطة" أو شيء مشابه. عُثرَ على كمية كبيرة من الفخار داخل المبنى. وقد تميزت بأشكال مطلية باللون الأحمر أو الأسود بالإضافة إلى أطباق وأوعية السمك التي تعتبر نموذجية للعصر الهلنستي. تشتمل مجموعة الخزف الهلنستي على طبق سمك، ووعاء بحافة مقلوبة، ووعاء بحافة مقلوبة للخارج، وصفيحة بحافة ملفوفة، جرار، وشظايا مختومة، ومصابيح أنبوبية،
ومن بين الاكتشافات الأخرى مصباح فخاري على شكل "ذيل السمكة"، ومجموعة من أثقال التراكوتا ذات الختم البيضاوي، وشخصية من التراكوتا تصور رجلاً يرتدي عباءة ملفوفة على كتفه وسترة بحزام. وعثر على عملة معدنية مرتبطة بالمرحلة الأخيرة من التاريخ الهلنستي. يعود تاريخ العملة إلى حكم الحاكم السلوقي ألكسندر بالاس (150-145 قبل الميلاد). سُكت العملة في أنطاكية، ويظهر على ظهرها أبولو مع قوس وسهم.
لم يكن هناك أي مؤشر على وجود آشوريين في أي من الموقعين، على الرغم من أنه في تل دير ستون، عثر على قطعة من الشظية البرونزية على شكل سيدة ويداها متشابكتان تحت تمثالها النصفي على الأرض. بسبب هذا الاكتشاف الذي تم التوصل إليه في خريف عام 1985، وصرح جون كيرتس أنه من الواضح أن هذه الشظية هي آشورية من القرن السابع قبل الميلاد على الرغم من اختلافها عن الشظية الأخرى التي عثر عليها.

### الفهرسة
- Iraq (1987). "Excavations in Iraq 1985-86". Iraq. ج. 49: 231–251.
- Curtis، John E. (1988). "Assyria as a bronzeworking centre in the Late Assyrian period". في Curtis، John (المحرر). Bronzeworking Centres of Western Asia c. 1000 - 539 B.C. Routledge. ص. 83–96.
- Curtis، John (1992). "Recent British Museum Excavations in Assyria". Journal of the Royal Asiatic Society, Third Series. 2, No. 2 (Jul.): 147–165. مؤرشف من الأصل في 2023-11-14.
- Curtis، John (2000). "Introduction". في Curtis، John (المحرر). Mesopotamia and Iran in the Parthian and Sasanian Periods: Rejection and Revival c. 238 BC-AD 642. British Museum Press. ص. 11–16.
- McKenzie، Leah (1994). "Patterns in Seleucid Administration: Macedonian or Near Eastern?". Mediterranean Archaeology. ج. 7: 61–68. مؤرشف من الأصل في 2023-11-14.